# Tomáš Zmeškal

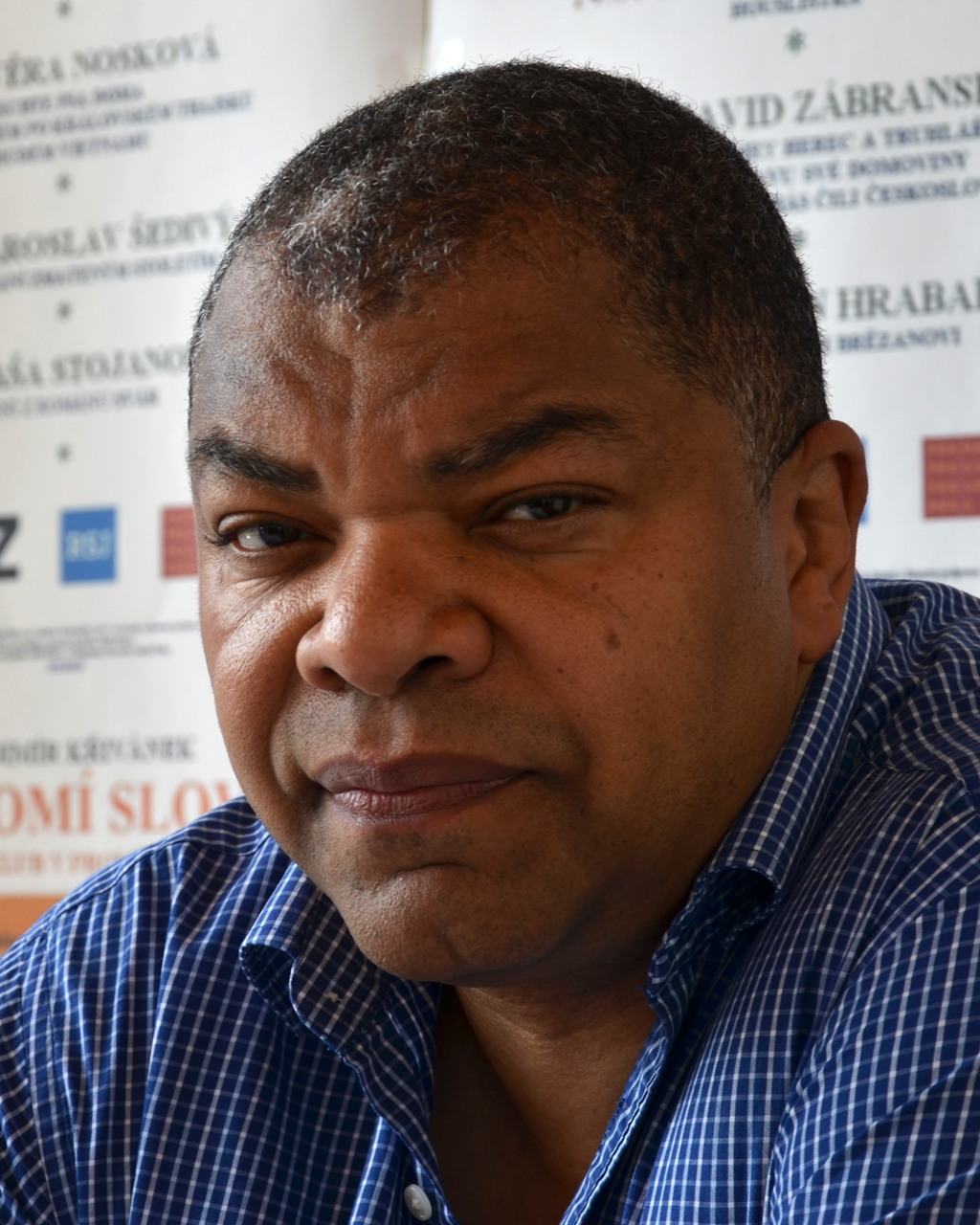
Tomáš Zmeškal nel 2017)

Tomáš Zmeškal (Praga, 1966) è uno scrittore ceco.

## Biografia e carriera letteraria
Nato a Praga da madre ceca e padre congolese, ha lasciato la Cecoslovacchia nel 1987 per studiare Lingua e letteratura inglese al King's College London, rientrando in patria nel 1999.
Già autore di racconti, nel 2008 ha pubblicato il suo primo romanzo, Lettera d'amore in scrittura cuneiforme (Milostný dopis klínovým písmem), lettura postmoderna del periodo comunista in Cecoslovacchia, in patria finalista al Magnesia Litera e al Premio Josef Škvorecký e vincitore, a livello internazionale, del Premio letterario dell'Unione Europea nel 2011.
Nel 2009 ha dato alle stampe il suo secondo romanzo, Životopis černobílého jehněte (Biografia dell'agnello in bianco e nero), mentre del 2013 è Sokrates na rovníku (Socrate all'equatore).

## Opere
- Lettera d’amore in scrittura cuneiforme, Safarà, Pordenone, 2016 - ISBN 9788897561323 (Milostný dopis klínovým písmem, 2008 - trad. Laura Angeloni).
- Životopis černobílého jehněte (Biografia dell'agnello in bianco e nero, 2009).
- Sokrates na rovníku (Socrate all'equatore, 2013).